# Thüringenhausen
Thüringenhausen é uma vila e antigo município da Alemanha localizado no distrito de Kyffhäuserkreis, estado da Turíngia.
A Erfüllende Gemeinde (português: municipalidade representante ou executante) do município de Thüringenhausen é a cidade de Ebeleben. Desde dezembro de 2019, forma parte do município de Ebeleben.